# Arabo-boulonnais
L′Arabo-boulonnais (ou Araboulonnais) est un cheval issu d'un croisement industriel entre deux races, l'Arabe et le Boulonnais. Bien que connu dès la fin du XIXe siècle, ce croisement est officialisé en 1984 seulement, au haras national de Compiègne, dans le but de réduire la consanguinité chez le Boulonnais, et de produire un cheval d'attelage adapté au marché.
L'Arabo-boulonnais présente un type trait léger, plus ou moins lourd selon l'influence des deux races parentes. Utilisé tant sous la selle que comme carrossier, il brille en compétitions d'attelage. Confidentiel, son élevage est essentiellement cantonné aux Hauts-de-France.

## Histoire

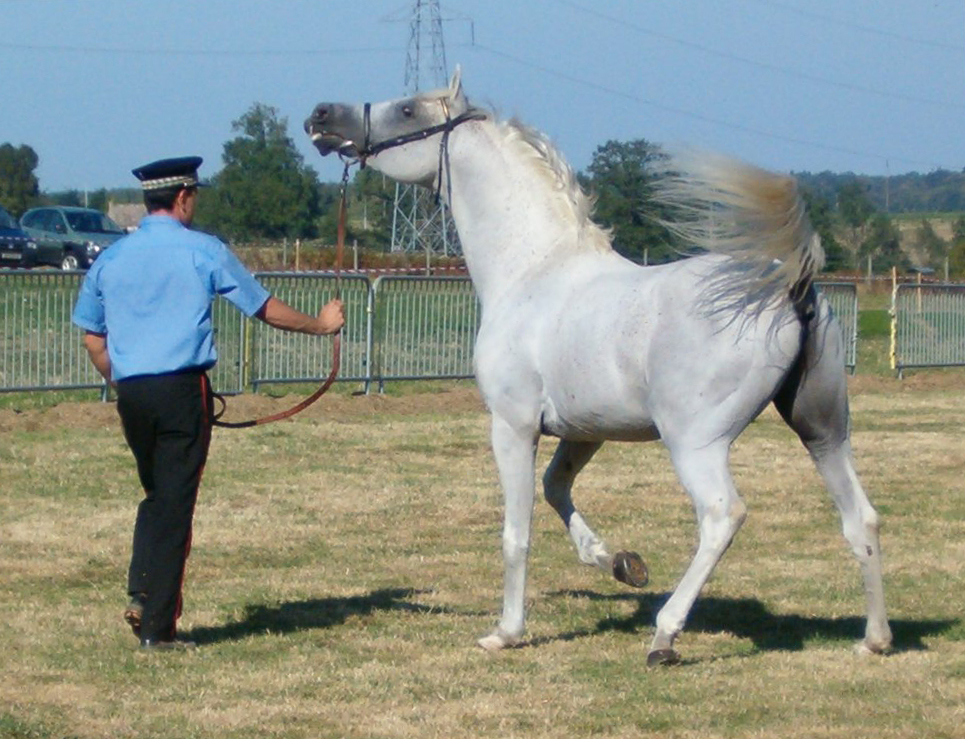
Étalon Arabe gris, type de cheval utilisé en croisement sur les juments boulonnaises pour donner des Arabo-boulonnais.

Il existe plusieurs graphies, dont Arabo-boulonnais,, Araboboulonnais et Araboulonnais. D'après le site officiel des éleveurs d'Arabo-boulonnais, ces chevaux ne constituent pas une véritable race, car ils ne disposent d'aucun stud-book propre.
Une filiation prestigieuse est évoquée pour ces chevaux, faisant appel à la cavalerie des armées romaines et des Croisades,. Un croisement volontaire entre Arabe et Boulonnais est mentionné, sous le nom d'« arabo-boulonnaises », dans un numéro du Bulletin de la Société d'agriculture, du commerce et des arts de l'arrondissement de Boulogne-sur-mer, en 1889.
L'Arabo-boulonnais actuel est une création du personnel des Haras nationaux français. Ce croisement résulte des conseils de sauvegarde du cheval Boulonnais, mis en place au haras national de Compiègne à partir de 1984, préconisant d'apparier des juments boulonnaises avec des étalons arabes. L'objectif est double : réintroduire ensuite ces chevaux dans le stud-book du Boulonnais pour limiter la consanguinité chez cette dernière race, et produire un cheval d'attelage adapté au marché,. En 1991, un attelage d'Arabo-boulonnais est présent sur la Route du Poisson ; il provient d'un élevage de l'Oise, démarré à la suite de l'action du directeur du haras de Compiègne.
Les Arabo-boulonnais sont longtemps enregistrés dans le stud-book du Demi-sang arabe. En 2010, un stud-book B est ouvert dans le stud-book Boulonnais pour enregistrer spécifiquement ces animaux, sous le nom d'« Araboulonnais ».

## Description

### Taille et poids
D'après CAB International (2016), la taille va de 1,57 m à 1,62 m en moyenne. Le site italien Agraria indique 1,55 m à 1,60 m ; le site officiel des éleveurs français indique une fourchette plus large, de 1,55 m à 1,70 m. Le maximum est de 1,75 m, d'après Gianni Ravazzi.
Les Araboulonnais de première génération pèsent en principe moins de 600 kg.

### Morphologie
Le type est celui du cheval de trait raffiné, approchant le modèle des chevaux mareyeurs de la fin du XIXe siècle. Le type général est compact est fort.
Décrire l'Arabo-boulonnais est difficile, dans la mesure où le modèle de chaque cheval dépend du pourcentage d'origines arabes ou boulonnaises. Néanmoins, ces chevaux ont pour caractéristiques communes une bonne charpente, une encolure puissante, une épaule généralement droite, un dos solide avec une ligne dorsale droite, et une croupe arrondie. Les membres sont solides. 
Les allures sont distinguées. Le caractère est réputé plus proche de celui du cheval de sang que de celui du cheval de trait.

### Robes
La robe est essentiellement grise, comme chez les deux races parentes,. Il existe quelques sujets alezans et bais. Le noir n'a pas été introduit chez l'Arabo-boulonnais, mais cette robe est théoriquement possible par le croisement.

### Sélection
Le stud-book B du Boulonnais intègre automatiquement tout cheval de race Arabo-boulonnais. Tout cheval ayant un père Arabe n'est par ailleurs admissible que dans le livre B de la race du Boulonnais.
Si un Araboulonnais est une jument et qu'elle est saillie par un étalon Boulonnais, le poulain reste considéré Araboulonnais. Si l'Araboulonnais de deuxième génération est une femelle et qu'elle est saillie par un étalon Boulonnais, ce poulain de troisième génération, à 75 % d'origines Boulonnais, pourra être éventuellement, après avis de la commission du stud-book, intégré au livre A du Boulonnais.

## Utilisations
L'Arabo-boulonnais est un cheval de selle et de traction légère, porteur et polyvalent. Il peut pratiquer l'attelage, la randonnée équestre, ou encore le dressage,. 
L'Arabo-boulonnais est réputé à l'attelage, pour lequel il constitue un cheval de compétitions remarquable. Il est par ailleurs représenté en attelage de tradition, par exemple à Pau durant la saison estivale. Un Arabo-boulonnais issu de la ferme de Mesenguy, à Villotran au nord de Beauvais, a été sacré champion du monde d'attelage à un cheval en Pologne, en août 2008.
Enfin, l'Arabo-boulonnais sert de monture à des éco-gardes, et à la Garde républicaine.

## Diffusion de l'élevage
C'est une race française. L'Arabo-boulonnais est confidentiel, ce qui rend ces chevaux difficiles à trouver. Les élevages sont essentiellement situés dans les Hauts-de-France.